# Carlo Marchionni

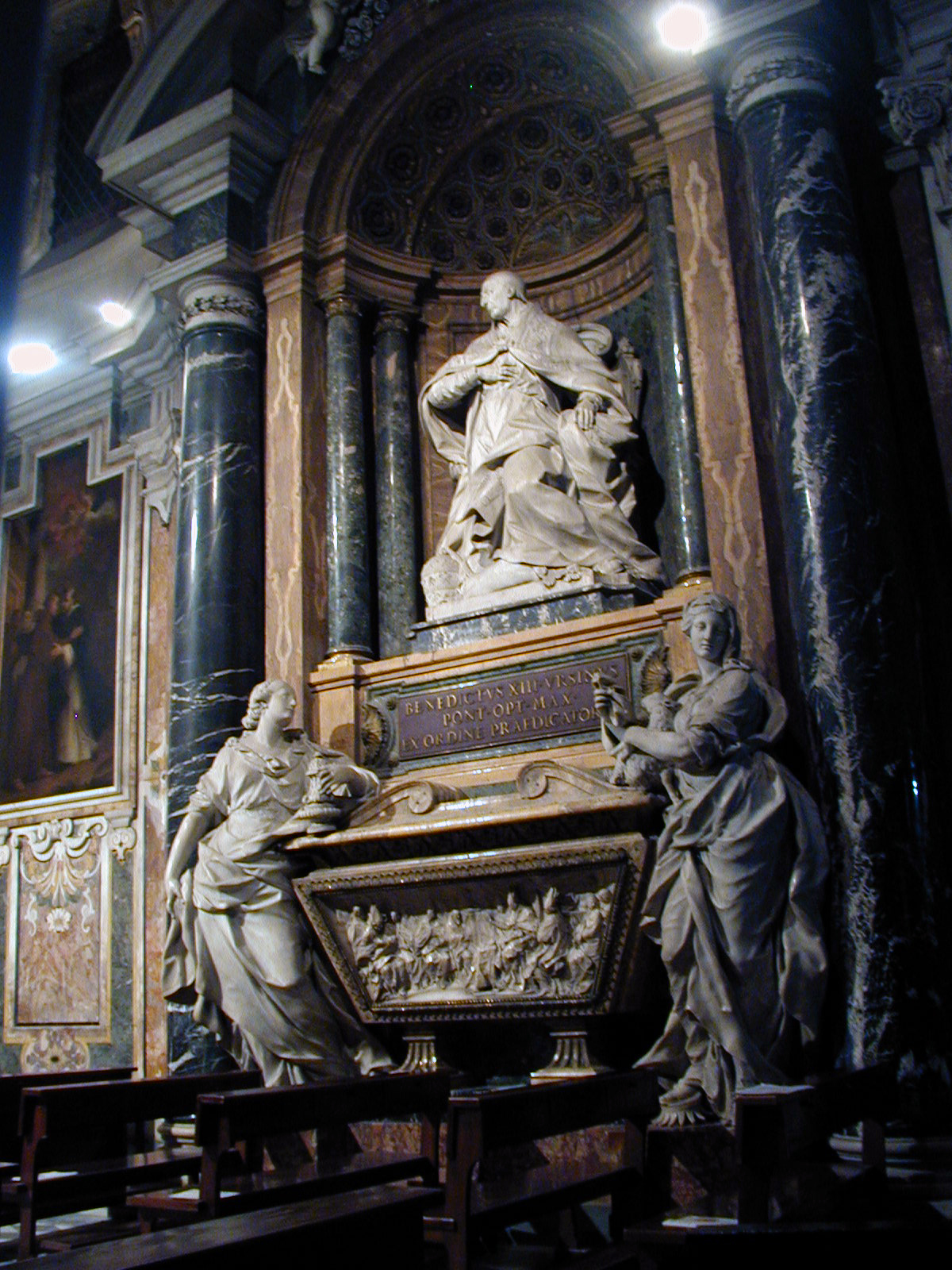
Gravmonument över påve Benedictus XIII.

Carlo Marchionni, född 10 februari 1702 i Rom, död 28 juli 1786 i Rom, var en italiensk arkitekt och skulptör under senbarocken och tidig nyklassicism.
För kardinal Alessandro Albani ritade Marchionni Villa Albani i nordöstra Rom. Villan, som uppfördes mellan 1747 och 1767, skulle hysa kardinalens antiksamling.
Påve Pius VI gav Marchionni i uppdrag att rita Peterskyrkans monumentala sakristia (1776–1784).
Marchionni har därutöver utfört påve Benedictus XIII:s gravmonument i kyrkan Santa Maria sopra Minerva.